# 劳尔·拉米雷斯
劳尔·拉米雷斯（西班牙語：Raúl Ramírez，1953年6月20日—），墨西哥男子网球运动员，1973年成为职业球手。他曾获得法国网球公开赛男子双打冠军、温布尔登网球锦标赛男子双打冠军，他于1983年退役。